# Alojzij Peterlin (pasar)
Alojzij Peterlin slovenski pasar, * 27. junij 1829, Kamnik, † 28. november 1908, Kamnik.

## Življenje in delo
Rodil se je v družini pasarja Jurija Peterlina na Šutni. Pasarstva se je učil pri očetu, potem pa pri Mateju Schreinerju v Ljubljani.  Nato je šel v tujino in delal po Avstrijskem in Bavarskem. Marčna revolucija 1848 ga je zalotila na Dunaju. Po vrnitvi domov je pričel samostojno delati. Imel je mnogo naročnikov. Izdeloval je svoja dela v razvih slogih po želji naročnikov in načrte delal sam. Bil je izurjen cizeler (vrezovalec okraskov v kovino). Med drugim je naredil tabernakelj za frančiškansko cerkev v Kamniku (1862), za cerkev na Šutni v Kamniku dve viseči svetilki in tabernakeljska vratca (1865). Za cerkve je izdelal še ciborij (1869) za  Staro Loko, lestenec (1885) v Dobovi, svetilko z vzboklo ornamentiko na Gozdu, za Mengeš svetilko, za Goričico lestenec, za Griže pri Celju monštranco. Dobival je tudi naročila s Primorske (Prvačina, Sežana, Brezovica pri Herpeljah). 